# 奏任官

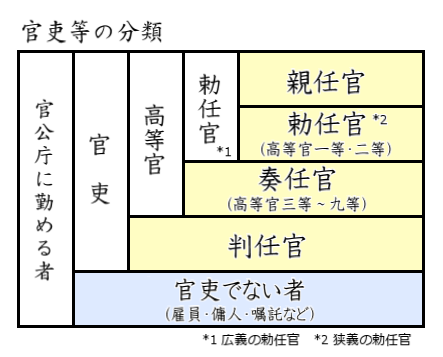
奏任官の位置づけ

奏任（そうにん）は官人や官吏の任官手続きの種類で上奏を経て官職に任ずることまたはその官職をいい、とくにその官職をいう場合は奏任官（そうにんかん）という。
奏任官は1886年（明治19年）から高等官の一種となり、1890年（明治23年）から明治憲法の下で用いられ1946年（昭和21年）に廃止された。勅任官の下位、判任官の上位に位置し、高等官三等から九等に相当するとされていた。奏任官は天皇の任命大権の委任という形式を採って内閣総理大臣が任命し、官記には内閣印が捺されていた。

## 律令制における奏任
律令制では太政官が天皇への上奏を経て官職に任ずることまたはその官職を奏任といい、選叙令では官位を定めた官職は勅任の他はすべて奏任とした 。
奏任の上位に勅任があり下位に判任がある。

## 明治の太政官制における奏任

### 1868年（慶応4年閏4月）政体書・官等9等
明治以後の奏任は、1868年7月4日（慶応4年（明治元年）5月15日）に勅授官・奏授官（そうじゅかん）・判授官を区別したことが始めで、政体書の官等制で第一等官から第九等官までのうちの四等・五等の2官を奏授官とし宣旨に行政官の印を押すとした。
第四等官は行政官の権弁事、神祇官・会計官・軍務官・外国官・刑法官の権判官事、府の権判府事、県の二等知県事とし、第五等官は議政官上局・行政官の史官、司の知司事、県の三等知県事・一等判県事とした。
この中で権弁事及び権判官事並びに史官に充てる出身の身分を定めており、権弁事は三等官の弁事に倣い公卿・諸侯・大夫・士・庶人を以てこれに充て、権判官事もまた公卿・諸侯・大夫・士・庶人を以てこれに充て、史官は大夫・士・庶人を以てこれに充てることとしている。また、才能あるものを貴ぶため藩士・庶人であっても徴士の制度を設けてこれらの官職になることができるとした。
このときの俸給は月給としており、江戸開城した後も戊辰戦争は継続していたことから関東平定まで四等官・五等官の月給はその3分の1を減額することにしていた。
政体書の官等制と官位を併用すると甚だ不体裁であるとして、同年12月21日（同年11月8日）に五等官については在勤中は官位を返上するように命じている。

### 1869年（明治2年7月）職員令・官位相当制
1869年（明治2年7月）の職員令による官位相当制では正五位相当以下従六位相当以上を奏任とした。また、
- 正五位相当は神祇官の権大祐、諸省の権大丞、諸寮の頭、刑部省の中判事、宮内省の侍従・大典医、集議院の権判官、大学校の権大丞・大博士、弾正台の権大忠、春宮坊の学士、府の権大参事、大藩の大参事、県の権知事、留守官・開拓使の権判官とし、
- 従五位相当は神祇官の少祐、太政官の大史、諸省の少丞、諸寮の権頭、刑部省の少判事、宮内省の中典医、大学校の少丞・中博士、弾正台の少忠、皇太后宮職・皇后宮職・春宮坊の大進、府の少参事、大藩の権大参事、中藩の大参事とし、
- 正六位相当は神祇官の権少祐、太政官の権大史、諸省の権少丞、諸寮の助、諸司の正、宮内省の少典医、大学校の権少丞・少博士、弾正台の権少忠、皇太后宮職・皇后宮職・春宮坊の権大進、府の権少参事、大藩の少参事、中藩の権大参事、小藩・県の大参事とし、
- 従六位相当は神祇官の大史、太政官の少史、諸寮の権助、諸司の権正、刑部省の大解部、外務省の大訳官、大学校の大助教、弾正台の大巡察、皇太后宮職・皇后宮職・春宮坊の少進、大藩の権少参事、中藩の少参事、小藩の権大参事

とした。
武官については、
- 海軍・陸軍の大佐は正五位相当
- 海軍・陸軍の中佐は従五位相当
- 海軍・陸軍の少佐は正六位相当
- 小艦隊指揮は従六位相当[18]

とした。
1869年（明治2年7月）に定めた勅授奏授官記書式では右大臣の宣を書して明治の字に重ねて天皇御璽を押した（後に改めて官に任と言い位に授と言う）。
- 勅授奏授官記書式（明治2年7月）の例

```
天皇御璽　　　　　
従五位
源
朝臣
久元

任
中辨

従一位
行
右大臣
藤原
朝臣
實美
宣
　従三位行
大辨
藤原朝臣
俊政
奉行
天皇御璽
明治二年
己巳
七月八日
```

この頃の公文書は必ずしも公式様文書や公家様文書の慣例に従うわけではないが、位署書を必ず一行に書くという慣例には傚うために、官記の位署書では偏と旁より成る字はその間を空けて次の文字を入れることがあり、これを破拆（分ち書き、割り書、など）と言う。例えば「藤原」は漢字構成記述文字列で表記すると「⿱艹⿲月原𣳾」の様になり、法令全書ではこれを合字で印刷する箇所がある。
同年9月17日（同年8月12日）の改定では次の例の様に書して元号の字に重ねて天皇御璽を押した。
- 勅任奏任官記書式（8月12日改定）の例

```
天皇御璽
　　　　　　　　　位
姓尸
名
任
民部卿

右大臣従一位姓尸名宣
　大辨従三位姓尸名奉行
天皇御璽
年号
干支
月日
```

このときの俸給である官禄は石高で示し官位相当表によって定めた 。
位階については、1870年3月30日（明治3年2月29日）に官員に初めて任用する際の叙位について総て本官の相当位階より2等下とすることになる。

### 1871年（明治4年7月）太政官制・官位相当制
1871年8月29日（明治4年7月14日）の廃藩置県の後、同年9月13日（明治4年7月29日）に諸官省に先立って太政官の官制を改正し、従前の官位相当表では正五位相当以下、従六位相当以上を奏任としてきたが、この際に従四位相当以下、正六位相当以上を奏任として4等に分つ。
従四位相当は正院の枢密権大史・大史、式部局の助、左院の三等議員、正五位相当は正院の枢密少史・権大史、従五位相当は正院の枢密権少史・少史、式部局の大式部、正六位相当は正院の権少史、式部局の少式部とした。
正院事務章程では「本院中奏任官ノ薦挙免黜ヲ司ル」として正院の中の奏任官の奏薦・離職・降級は正院が行った。
明治4年7月に諸省の卿及び開拓長官へ権限を委任する条件を定め、卿部属の官員を選任・降級・昇級する場合は、奏任官は奏聞の上でこれを任ずることになる。

### 1871年（明治4年8月）太政官制・官等15等
1871年9月24日（明治4年8月10日）に官位相当制を廃止して官等を15等に定め、文官は四等以下七等以上、武官は五等以下七等以上を奏任とする。
- 文官[29]
  - 四等 - 正院の権大内史・大外史・監察使・布政使、左院の中議官、諸省の大丞、一等寮の権頭、二等寮の頭、神祇省の宣教判官、外務省の少弁務使、文部省の少博士、司法省の中判事、宮内省の少典医。
  - 五等 - 正院の少内史・権大外史、左院の少議官、諸省の少丞、一等寮の助、二等寮の権頭、三等寮の頭、神祇省の宣教権判官、文部省の大教授、司法省の少判事、宮内省の侍従・大侍医、軍医寮の一等医正・大教授。
  - 六等 - 正院の権少内史・少外史、一等寮の権助、二等寮の助、三等寮の権頭、一等司の正、外務省の大記、文部省の中教授、司法省の管事・大解部、宮内省の権大侍医、軍医寮の二等医正・少教授。
  - 七等 - 正院の権少外史、二等寮の権助、三等寮の助、一等司の権正、二等司の正、神祇省の大掌典、外務省の少記、文部省の少教授、司法省の権管事・中解部、宮内省の次侍従・少侍医、軍医寮の一等軍医・大助教。

- 武官[30]
  - 五等 - 大佐
  - 六等 - 中佐
  - 七等 - 少佐

地方官については、1871年12月10日（明治4年10月28日）の府県官制により府権知事は四等、府参事は五等、権参事は六等、県知事は四等、県権知事は五等、県参事は六等、県権参事は七等とした。
なお、同年12月13日（明治4年11月2日）に県知事を県令と改め、1872年1月7日（明治4年11月27日）に県の権知事も権令となった。
1871年10月3日（明治4年8月19日）改定の勅奏任官の宣旨書式では次の例の様に書して奏任官は太政官印を押した。官位相当制の廃止により位署書で相当・不相当の区別がなくなり行・守も用いないことになる。
- 宣旨書式（明治4年8月19日改定）奏任官書式の例

```
太政官印
[
注釈 3
]
　　姓　名
任某官
太政大臣位姓尸名宣
　大内史位姓尸名奉
明治幾年干支何月日
```

官位相当制を廃止したけれども位階を賜う例は廃止することはなく、その後は任官毎にその官等に従い位階を授けることになり、四等官は従五位、五等官は正六位、六等官は従六位、七等官は正七位、八等官は従七位、九等官は正八位を賜う例とした。
官制等級改定の際に官禄を月給へ改定したときの対応によると、官制等級改定前の従四位相当官の官禄（従前六等）は改定後の官等四等の月給に対応し、以下1等づつ降って正七位相当官の官禄（従前十一等）は改定後の官等九等の月給に対応する。
同年11月24日（明治4年10月12日）の姓尸不称令により公用文書に苗字実名のみを用いることになったことから、1872年1月18日（明治4年12月9日）改定の勅奏任官任叙式では次の例の様に書して奏任官は明治の字の下に太政官印を押した 。
- 宣旨書式（明治4年12月9日改定）奏任官書式の例（料紙は総て別漉鳥ノ子堅四ツ折）

```
 

 　　　　　　　苗字實名
-
[
注釈 5
]

 任某官
 太政大臣　位苗字實名宣
-　大内史　位苗字實名奉
 　　太政官印
[
注釈 3
]

 明治幾年干支何月幾日
-

 
```

1872年3月25日（明治5年2月15日）に改定した宣旨書式の中の勅任官勅授位奏任官奏授位記式では、記載内容と折り目の位置関係や転職・免職のときの書入れ、任官される者に官がある場合は官苗字實名を書すなど、また、兼官がある場合の書式、太政官印の位置など細部の規定を改めた。
- 改定官位記式（明治5年2月15日）奏任官記式の例（料紙は別漉鳥ノ子堅四ツ折）

```
 
[
注釈 6
]
[
注釈 7
]

 　　　　　苗字實名
[
注釈 8
]

-
[
注釈 5
]

 
[
注釈 9
]

 任某官
[
注釈 10
]

 太政大臣位苗字實名宣
-
 　大内史位苗字實名奉
 　太政官印
[
注釈 3
]

-明治幾年干支何月幾日

 
```

1873年（明治6年）5月2日の正院事務章程では「凡ソ奏任官ノ進退ハ其所轄の奏聞ニヨルト雖モ必ス内閣議官ニ諮リ太政大臣之ヲ処置ス」として奏任官の採用・離職は所轄の奏聞に加えて必ず内閣議官と太政大臣が関与した。
1873年（明治6年）5月8日に陸軍・海軍とも大将以下少尉までを1等づつ繰上げて武官も文官と同様に四等を奏任として、四等は大佐、五等は中佐、六等は少佐、七等は大尉とした 。その後、同年5月12日に中尉・少尉を奏任官としたことで、八等・九等に奏任と判任が混在することになる。
また、同年6月14日に中尉・少尉は奏任であることを理由に、官等表にこだわらず諸判任官の上席とした。
1873年（明治6年）6月19日に改定した出仕官の奏補官記式では官位苗字名、補何等出仕を書し、奏任・奏補は引き続き大臣の宣を書した。
陸海軍資のためとして1874年（明治7年）から家禄税 とともに官禄税を設けており、陸海軍武官等を除いて奏任官月俸100円以上は20分の1の割合とした。
1875年（明治8年）4月14日の正院章程では「凡ソ奏任官以上ノ進退黜捗ハ其具上ヲ勘シ其履歴ヲ審ニシテ上奏制可ヲ乞ウヘシ」として奏任官以上の採用・離職・昇任・降任は事前に審査してから上奏することとした。

### 1877年（明治10年）1月太政官制・官等17等
1877年（明治10年）1月に官制の簡素化を図り、各省の諸寮及び大少丞以下を廃止して奏任官の官名を書記官とし、四等官は大書記官とし、五等官は権大書記官とし、六等官は少書記官とし、七等官は権少書記官とした。
このころから陸海軍の中尉・少尉等を先例として他の省や大審院にも八等・九等の奏任官を置き始め、司法省は奏任の判事・検事を四等官相当から九等官相当までとし、内務省は警視局の大警部は八等、権大警部は九等として以上を奏任とした。
このときに勅任官以上の禄税をすべて2割に増加しており 、奏任官の官禄税は従前の通りとしたが、六等以上の奏任文官の月俸は従前の1等下に、七等の奏任文官の月俸は従前の七等と八等の間にそれぞれ減額して 、等級改定後の八等の文官の月俸は従前の八等と九等の間の額とし、九等は従前と同額とした 。
1878年（明治11年）12月に官禄税を廃止して奏任官の俸給を元の水準に戻した。ただし、八等の月俸に上等給・下等給を設けて、上等給は明治10年改定の七等と明治10年改定前の八等の間の額とし、下等給は明治10年改定の八等の額とした  。
1878年（明治11年）に公立学校を開設する方針を決めた際に、学校を開設する府県町村などの地方官限リで処分するとしたことから、その職員も地方官限りの取り扱いとなっていたので、1881年（明治14年）に府県立町村立学校職員については官等に准ずる「准官等」を設けて判任の八等以下の待遇としていたところ、
1885年（明治18年）1月10日に府県立学校長（准八等官）と一等教諭については特別の詮議を以て奏任とすることができることになる。
1883年（明治16年）1月4日に勲章について叙勲条例を定め、文武官で数年勲労ある者はその成績を勘査して勲等に叙すことになり、その初叙について奏任官は勲六等よりするとし、なお勲労年数を累ねることにより奏任官は勲三等まで進級することができるが、ただし奏任官は七等官並びに七等相当官以下は勲三等に進むことができないとした。また、同条例中の初叙勲並びに進級例で奏任の勲六等への初叙は満12年以上、勲五等へ進むのは満5年以上、勲四等へ進むのは満5年以上、勲三等へ進むのは満7年以上とされた。
さらに、勲位初叙並進級例内則では叙勲条例で定めた大綱の範囲で、官等により初叙勲並びに進級の年数に遅速を設けた。
1885年（明治18年）7月28日に叙勲条例を改正し、奏任官は六・七等官並びにその相当官は勲三等に進むことができず、また八・九等官並びにその相当官は勲四等に進むことができないとし、これに合わせて叙勲初叙并進級例内則も改正した。

## 高等官としての奏任官

### 1886年（明治19年）3月高等官官等俸給令・奏任6等
1885年（明治18年）12月22日に内閣職権を定めて太政官制から内閣制に転換した後、1886年（明治19年）2月26日の各省官制通則（明治19年勅令第2号）を定め各省大臣は所部の官吏を統督し奏任官以上の採用・離職は内閣総理大臣を経てこれを上奏するとし、各省大臣は閣議の後に裁可を経るのでなければ定限の他新たに勅奏任官を増加することはできないとした。
秘書官・書記官・局長・参事官・局次長は奏任とし、書記官は總務局の中の各課の長を兼ねることができた 。
また、試補は奏任に准じた。
なお、局の中の各課に課長1人を置き判任官を以てこれに充てるところ、各省の中で特に奏任官を以て課長を兼ねさせるものは各省の部でこれを定めた。
同年3月12日に高等官官等俸給令（明治19年勅令第6号）を定めて高等官を勅任官と奏任官に分け、奏任官を6等に分けた。
奏任官の任官は内閣総理大臣がこれを奏薦し、各省に属するものは内閣総理大臣を経由して主任の大臣がこれを奏薦するとした。奏任官の辞令書は内閣の印を押し内閣総理大臣が宣行するとした。なお、このときの内閣及び各省の中の局長は奏任一等または二等とし局次長は現任局長の次等以下としていた。
太政官制の下では勅任官・奏任官・判任官は同じ官等の枠組みの中にこれを充てており、八等・九等は奏任と判任が混在して、席次は官等に拘らず奏任官を上とするなど複雑化していたところ、このとき高等官官等俸給令（明治19年勅令第6号）と判任官官等俸給令（明治9年勅令第36号）を別に定めることで、高等官と判任官は別の官等の枠組みをそれぞれ用いることになった。
奏任官の文官の年俸については、
- 奏任官一等

上級俸は従前の四等官の月俸12か月分と同じ額、
中級俸・下級俸はともに従前の四等官の月俸12か月分と従前の五等官の月俸12か月分の間の額、
なお、奏任官一等であって上級俸を受けている者で労績抜群顕著である者は内閣の上奏に依り特旨を以って勅任官二等の下級俸を給することができた。従前の三等官の月俸12か月分と従前の四等官の月俸12か月分の間の額になる。
- 奏任官二等

上級俸は従前の五等官の月俸12か月分と同じ額、
中級俸・下級俸はともに従前の五等官の月俸12か月分と従前の六等官の月俸12か月分の間の額、
- 奏任官三等

上級俸は従前の六等官の月俸12か月分と同じ額、
中級俸・下級俸はともに従前の六等官の月俸12か月分と従前の七等官の月俸12か月分の間の額、
- 奏任官四等

上級俸は従前の七等官の月俸12か月分と同じ額、
中級俸・下級俸はともに従前の七等官の月俸12か月分と従前の八等官の月俸上等給12か月分の間の額、
- 奏任官五等

上級俸は従前の八等官の月俸上等給12か月分と同じ額、
中級俸は従前の八等官の月俸上等給12か月分と従前の八等官の月俸下等給12か月分の間の額、
下級俸は従前の八等官の月俸下等給12か月分と従前の九等官の月俸12か月分の間の額、
- 奏任官六等

上級俸は従前の九等官の月俸12か月分と同じ額、
中級俸は従前の十等官の月俸12か月分と従前の十一等官の月俸12か月分の間の額、
下級俸は従前の十二等官の月俸12か月分と従前の十三等官の月俸12か月分の間の額、
である。
奏任官の武官の官等については、陸海軍大佐は奏任一等、中佐は奏任二等、少佐は奏任三等、大尉は奏任四等、中尉は奏任五等、少尉は奏任六等とし、佐尉官の相当官もまた同じとした。
内閣賞勲局の書記官は奏任一等から四等までとしたが、奏任一等の上級俸・下級俸はそれぞれ高等官官等俸給令の奏任官二等の上級俸・中級俸と同じ額、奏任二等の上級俸は高等官官等俸給令の奏任官二等の下級俸と同じ額、下級俸は高等官官等俸給令の奏任三等の上級俸と同じ額、奏任三等の上級俸・下級俸はそれぞれ高等官官等俸給令の奏任三等の中級俸・下級俸と同じ額、奏任四等の上級俸・下級俸はそれぞれ高等官官等俸給令の奏任四等の上級俸・中級俸と同じ額とした 。
元老院の書記官の官等や年俸は内閣賞勲局の書記官と同様であった。
裁判所官制により裁判所の長・局長・評定官・判事及び判事試補を総称して裁判官といい、検事長・検事及び検事試補を総称して検察官ということになり、現任の裁判官・検察官の年俸は不利益処分とならないように旧に依り支給したが、新任または官等を陛叙する場合については、
- 裁判官・検察官の奏任一等

上級俸・中級俸はともに従前の判事・検事の奏任の四等官相当の年俸と五等官相当の年俸の間で、それぞれ高等官官等俸給令の奏任官一等の中級俸・下級俸と同じ額、
下級俸は従前の判事・検事の奏任の五等官相当の年俸のうち高いものと同じで、高等官官等俸給令の奏任官二等の上級俸と同じ額、
- 裁判官・検察官の奏任二等

上級俸は従前の判事・検事の奏任の五等官相当の年俸の高いものと低いものの間で、高等官官等俸給令の奏任官二等の中級俸と同じ額、
中級俸は従前の判事・検事の奏任の五等官相当の年俸と六等官相当の年俸の間で、高等官官等俸給令の奏任官二等の下級俸と同じ額、
下級俸は従前の判事・検事の奏任の六等官相当の年俸のうち高いものと同じで、高等官官等俸給令の奏任官三等の上級俸と同じ額、
- 裁判官・検察官の奏任三等

上級俸は従前の判事・検事の奏任の六等官相当の年俸の高いものと低いものの間で、高等官官等俸給令の奏任官三等の中級俸と同じ額、
中級俸は従前の判事・検事の奏任の六等官相当の年俸と七等官相当の年俸の間で、高等官官等俸給令の奏任官三等の下級俸と同じ額、
下級俸は従前の判事・検事の奏任の七等官相当の年俸のうち高いものと同じで、高等官官等俸給令の奏任官四等の上級俸と同じ額、
- 裁判官・検察官の奏任四等

上級俸・中級俸はともに従前の判事・検事の奏任の七等官相当の年俸の高いものと低いものの間で、それぞれ高等官官等俸給令の奏任官四等の中級俸・下級俸と同じ額、
下級俸は従前の判事・検事の奏任の七等官相当の年俸と八等官相当の年俸の間で、高等官官等俸給令の奏任官五等の上級俸と同じ額、
- 裁判官・検察官の奏任五等

上級俸は従前の判事・検事の奏任の七等官相当の年俸と八等官相当の年俸の間で、高等官官等俸給令の奏任官五等の中級俸と同じ額、
中級俸は従前の判事・検事の奏任の八等官相当の年俸の高いものと低いものの間で、高等官官等俸給令の奏任官五等の下級俸と同じ額、
下級俸は従前の判事・検事の奏任の八等官相当の年俸と判事補・検事補の判任の九等官相当の月俸12か月分の間で、高等官官等俸給令の奏任官六等の上級俸と同じ額、
- 裁判官・検察官の奏任六等

上級俸は従前の判事補・検事補の判任の九等官相当の月俸12か月分と十等官相当の月俸12か月分の間で、高等官官等俸給令の奏任官六等の中級俸と同じ額、
中級俸は従前の判事補・検事補の判任の十一等官相当の月俸12か月分と十二等官相当の月俸12か月分の間で、高等官官等俸給令の奏任官六等の下級俸と同じ額、
下級俸は従前の判事補・検事補の判任の十三等官相当の月俸12か月分と同じ額
とした  。
各府県の知事は勅任二等または奏任一等として奏任一等の知事の上級俸は高等官官等俸給令の勅任官二等の下級俸と同じ額、下級俸は高等官官等俸給令の奏任官一等の上級俸と同じ額とした  。
奏任待遇については、1886年（明治19年）10月6日に尋常師範学校官制（明治19年勅令第65号）に於いて、各府県の地方税で支弁する尋常師範学校の学校長及び教頭は奏任の待遇を受けるただし尋常師範学校職員は高等官官等俸給令（明治19年勅令第6号）、判任官官等俸給令（明治19年勅令第36号）及び官吏恩給令（明治17年太政官達第1号）の適用を受けないとした。
公立学校職員については官制の改正により従前の准官等が廃止されたことから、従前は府県立学校長（准八等官）と一等教諭については特別の詮議を以て奏任とすることができたところ、1886年（明治19年）12月28日に明治19年閣令第35号により公立学校職員は総て判任を以て待遇することになる。
1887年（明治20年）に位階について叙位条例を定めたときの叙位進階内規では奏任官の叙位は初任官後満3年で一等は従五位、二等は正六位、三等は従六位、四等は正七位、五等は従七位、六等は正八位に叙すとし、同等に10年以上の勤労ある者は1階を進むことができるけれども正四位に止まるとした。ただし、国家に勲功ある者の初叙若しくは進階はこの内規の限りにあらずとされた。なお非職の奏任官又は奏任の待遇を受ける者は叙位若しくは進階することはないとした。
1887年（明治20年）に文官試験試補及見習規則（明治20年7月25日勅令第37号）により奏任文官の任用資格を定め、法学博士・文学博士の学位を受け又は法科大学・文科大学等を卒業し又は高等試験を経て当選して高等官の実務を練習するものを試補とし、試補及見習ノ待遇並ニ任用ノ件（明治20年11月7日勅令第57号）により試補を奏任とし、試補を本官に任用するには奏任官四等以下とした。
試補及見習俸給支給方（明治21年3月16日閣令第2号）により試補を命じられたものには年俸600円以下その官庁の定額内において所属長官便宜これを給することができるとした。
ただし、技術官及び特別の学術技芸を要する者については、試補は年俸900円以下とした。
1888年（明治21年）に勲章について叙勲条例並びに附則を廃止して文武官叙勲内則を定めたときの規定では、奏任官の初叙は勲六等とし、奏任官一等・二等は勲三等まで進級するとし、三等・四等は勲四等まで進級するとし、五等・六等は勲五等まで進級するとした。
同年に枢密院を設置して枢密院の書記官は奏任とした。

### 1890年（明治23年）3月高等官官等俸給令改正
1889年（明治22年）2月11日に大日本帝国憲法を発布すると、同年12月24日に内閣官制（明治22年勅令第135号）を定め、地方長官の任命及び採用・離職は閣議を経ることになる 。同年12月27日に各省官制通則を改正し、各省大臣は所部の官吏を統督し奏任官以上の採用・離職はこれを奏薦宣行するとし、地方高等官については府県書記官、警部長、島司、郡長の採用・離職は内務大臣、収税長の採用・離職は大蔵大臣がこれを奏薦宣行するとした。
また、同年5月に会計検査院法を定めて会計検査院の部長は勅任または奏任とし、検査官・書記官及び検査官補は奏任とした。
1890年（明治23年）3月24日に高等官官等俸給令を改正・追加し、従前は奏任官の官等は原則として5年を越えるのでなけれは陛敘することができないところ、改正後の奏任官の陛叙は奏任官二等・三等は毎等在職5年以上、奏任官四等・五等・六等は毎等在職3年以上と短縮した。この改正の主な趣旨は、例えば試補より出身する者は奏任四等以下に叙する制度であることから学識経験を具えていても10年以上を経過しなけれは奏任三等以上に陛敘することができないため、毎等在職3年以上とし学識経験ある者を陛敘させる便を与えた。
また、同月27日に各省官制通則を改正し各省局長を勅任二等または奏任三等以上としその官等は各省官制の部でこれを定め、局次長は奏任とした 。
参事官・秘書官・書記官は奏任とし、書記官は課長を兼ねることができた。
なお、局の中の各課に課長1人を置き判任官を以てこれに充てるところ、各省の中で特に奏任官を以て課長を兼ねさせるものは各省官制の部で定め、陸軍省・海軍省の中の課長は武官及び理事・主理を以てこれに充てた。
同年10月に行政裁判所を設け行政裁判所の評定官は勅任または奏任とした。奏任一等の評定官の年俸は高等官官等俸給令の奏任官一等の下級俸と奏任官二等の上級俸の間の額、奏任二等の評定官の年俸は高等官官等俸給令の奏任官二等の下級俸と同じ額、奏任三等の評定官の年俸は高等官官等俸給令の奏任官三等の中級俸と下級俸の間の額とし、奏任四等以下の評定官の年俸は高等官官等俸給令に依った 。
同年11月に裁判所構成法を施行して従前の裁判所官制で裁判官・検察官と総称してきた諸官はそれぞれ判事または検事となり 、判事・検事の官等・年俸は従前の裁判官・検察官の官等・年俸とほぼ同じ内容であったが、判事・検事の奏任六等には中級俸を設けずに下級俸は従前の裁判官・検察官の奏任六等の中級俸の額とした 。
裁判所構成法により判事・検事を官名とし地方裁判所の長や検事正などを奏任判事・奏任検事を以て補す職名としてこれらの任官と補職を区別するようになったことから、判事・検事の各職について定員・官等・年俸を限定し、大審院の判事は勅任二等ないし奏任二等としその年俸は勅任二等の中級俸ないし奏任二等の下級俸の額とし、大審院検事局の検事は勅任二等ないし奏任二等としその年俸は勅任二等の中級俸ないし奏任二等の下級俸の額とし、控訴院の部長は奏任一等・二等としその年俸は奏任一等の中級俸ないし奏任二等の下級俸の額とし、控訴院の判事は奏任三等・四等としその年俸は奏任三等の上級俸ないし奏任四等の中級俸の額とし、控訴院検事局の検事は奏任一等ないし四等としその年俸は奏任一等の下級俸ないし奏任四等の中級俸の額とし、東京・大阪地方裁判所の長は奏任一等としその年俸は奏任一等の中級俸の額とし、その他の地方裁判所の長は奏任一等ないし三等としその年俸は奏任一等の下級俸ないし奏任三等の上級俸の額とし、地方裁判所の部長は奏任三等・四等としその年俸は奏任三等の中級俸ないし奏任四等の中級俸の額とし、地方裁判所の判事は奏任四等ないし六等としその年俸は奏任四等の下級俸ないし奏任六等の上級俸の額とし、東京・大阪地方裁判所検事局の検事正は奏任一等としその年俸は奏任一等の下級俸の額とし、その他の地方裁判所検事局の検事正は奏任二等ないし四等としその年俸は奏任二等の上級俸ないし奏任四等の上級俸の額とし、地方裁判所検事局の検事は奏任四等ないし六等としその年俸は奏任四等の中級俸ないし奏任六等の上級俸の額とし、区裁判所の判事は奏任四等ないし六等としその年俸は奏任四等の下級俸ないし奏任六等の上級俸の額とし、区裁判所検事局の検事は奏任四等ないし六等としその年俸は奏任四等の下級俸ないし奏任六等の上級俸の額とし、予備判事・予備検事は奏任六等に叙し奏任六等の下級俸の額を給すとした。

### 1891年（明治24年）7月高等官任命及俸給令・官等廃止
1890年（明治23年）11月29日に施行した大日本帝国憲法の下で、1891年（明治24年）7月24日に高等官任命及俸給令（明治24年勅令第82号）を定めて従前の高等官官等俸給令（明治19年勅令第6号）を廃止する。文武官の官等を廃止しているが、高等官の任命については勅任官と奏任官に分けることには変更なく、奏任官の辞令書は内閣に属する者は内閣の印を押し内閣総理大臣がこれを宣行し、各省に属するものは省印を押し主任大臣ががこれを宣行するとした 。また、官等の廃止に伴い陛叙に関する規定を削除しているが局長は奏任官に在ること5年以上でなければこれに任ずることはできないとした。
同月27日に各省官制通則を改正して各局の局長は勅任または奏任として各省官制の部でこれを定め局次長は奏任とした。また、従前は各省の中で特に奏任官を以て課長を兼ねさせるものは各省官制の部で定めていたところ、大臣官房及び局の中の各課に置く課長は奏任官または判任官を以てこれに充てるとした。
俸給については従前の官等に応じた等級俸から職給俸に改めたことから、初任奏任官に支給することができる俸給額は年俸1200円 を超過することができないとするとする上限や、1か年内における昇級回数の制限、一度に昇級できる級数の制限などを内規で定めた 。
奏任文官の年俸については、局長は高等官任命及俸給令（明治24年勅令第82号）の一号表に依り個別の官職名毎に指定されており、
- 各省官制の部で勅任とした局長の年俸は、従前の奏任一等の上級俸と同じ額
- 各省官制の部で奏任とした局長の年俸は、従前の奏任一等の下級俸と従前の奏任二等の上級俸の間の額

内閣書記官・法制局参事官・各省参事官・内閣総理大臣秘書官・各省大臣秘書官・各省書記官・大蔵省主計官・大蔵省主税官は二号表に依り
- 一級俸は、従前の奏任一等の下級俸と従前の奏任二等の上級俸の間で、奏任の局長の年俸と同じ額
- 二級俸・三級俸は、それぞれ従前の奏任二等の中級俸・下級俸と同じ額
- 四級俸・五級俸・六級俸は、それぞれ従前の奏任三等の上級俸・中級俸・下級俸と同じ額
- 七級俸・八級俸は、それぞれ従前の奏任四等の上級俸・下級俸と同じ額
- 九級俸・十級俸は、それぞれ従前の奏任五等の上級俸・中級俸と同じ額

恩給局審査官の一級俸は従前の奏任三等の下級俸と同じで二号表の六級俸と同じ額、二級俸は従前の奏任四等の上級俸と同じで二号表の七級俸と同じ額、賞勲局の書記官の一級俸は従前の奏任二等の上級俸と同じ額、二級俸は従前の奏任二等の下級俸と同じで二号表の三級俸と同じ額、外務省翻訳官・文部省視学官・逓信事務官は三号表に依り、外務省翻訳官・文部省視学官は、
- 一級俸・二級俸・三級俸は、それぞれ従前の奏任三等の上級俸・中級俸・下級俸と同じで二号表の四級俸・五級俸・六級俸と同じ額
- 四級俸・五級俸は、それぞれ従前の奏任四等の上級俸・下級俸と同じで二号表の七級俸・八級俸と同じ額
- 六級俸・七級俸は、それぞれ従前の奏任五等の上級俸・中級俸と同じで二号表の九級俸・十級俸と同じ額
- 八級俸は、従前の奏任五等の下級俸と同じ額

逓信事務官は、
- 一級俸・二級俸は、それぞれ従前の奏任四等の上級俸・下級俸と同じで二号表の七級俸・八級俸と同じ額
- 三級俸・四級俸は、それぞれ従前の奏任五等の上級俸・中級俸と同じで二号表の九級俸・十級俸と同じ額
- 五級俸は、従前の奏任五等の下級俸と同じ額

内務省警保局主事の年俸は従前の奏任三等の上級俸と同じで二号表の四級俸と同じ額、農商務省特許局審判官の年俸は従前の奏任四等の上級俸と同じで二号表の七級俸と同じ額、農商務省特許局審査官の年俸は技術官俸給令（明治24年勅令第84号）で高等官任命及俸給令の二号表に依るとしているので各省書記官等と同じ、逓信監察官の年俸は従前の奏任四等の下級俸と同じで二号表の八級俸と同じ額である 。
枢密院の書記官の年俸は高等官任命及俸給令の第二号表によるとした。
会計検査院の検査官の一級俸から八級俸まではそれぞれ高等官任命及俸給令の第二号表の一級俸から八級俸までと同じ額とし、書記官の一級俸は高等官任命及俸給令の第二号表の三級俸と同じ額、二級俸は高等官任命及俸給令の第二号表の五級俸と六級俸の間の額とした 。
行政裁判所の奏任の評定官の一級俸から七級俸まではそれぞれ高等官任命及俸給令の第二号表の一級俸から七級俸までと同じ額とした 。
奏任の判事・検事の年俸は
- 一級俸は、従前の判事・検事の奏任一等の中級俸と下級俸の間で高等官任命及俸給令の二号表の一級俸と同じ額
- 二級俸・三級俸・四級俸は、それぞれ従前の判事・検事の奏任二等の上級俸・中級俸・下級俸と同じで高等官任命及俸給令の二号表の二級俸・三級俸・四級俸と同じ額
- 五級俸・六級俸・七級俸は、それぞれ従前の判事・検事の奏任三等の上級俸・中級俸・下級俸と同じで高等官任命及俸給令の二号表の五級俸・六級俸・七級俸と同じ額
- 八級俸・九級俸は、それぞれ従前の判事・検事の奏任四等の中級俸・下級俸と同じで高等官任命及俸給令の二号表の八級俸・九級俸と同じ額
- 十級俸は、従前の判事・検事の奏任五等の上級俸と同じで高等官任命及俸給令の二号表の十級俸と同じ額
- 十一級俸・十二級俸は、それぞれ従前の判事・検事の奏任五等の中級俸・下級俸と同じ額

とし、予備判事・予備検事は奏任とし従前の予備判事・予備検事と同じで従前の判事・検事の奏任六等の下級俸と同じ額を給した  。
尋常師範学校の学校長及び教頭について従前は奏任の待遇を受けるとしてきたが、1890年（明治23年）10月の法律で明治25年度より府県立師範学校長の俸給は国庫負担としたことから、1891年（明治24年）8月の勅令で府県立師範学校長は奏任とすることになり、これを1893年（明治25年）4月1日より施行する。また、文部省直轄諸学校の教頭を廃止したのに合わせて、1891年（明治24年）11月に尋常師範学校官制を全部改正して従来は奏任を以て待遇してきた尋常師範学校の教頭は今回これを廃止しているものの、教諭の中の一人は特に奏任文官と同一の待遇を受けさせることができるとしており、これもまた1893年（明治25年）4月1日より施行する。
従前は尋常師範学校を除く他の総て公立学校職員は判任を以て待遇することになっていたが、公立中学校・専門学校・技芸学校の学校長、教員の中には学士その他、相応の学力識量あるものを必要としているけれども、そのような者は自然と求人が多いので地方に就職することを好まないだけでなく判任待遇の相当にはないので人物を得ることが甚だ難しく、かつ就職後に勤労があってもその待遇を向上する道がないので適良の教員を永く留めることができなかった。当時の待遇はその等位に隔たりがない尋常師範学校等の職員と比べてかれこれ釣り合わないこともあり、1891年（明治24年）12月14日に公立中学校専門学校技芸学校職員名称待遇及任免を定めて学校の等位、種類等により学校長及び教諭の一名は奏任文官と同一の待遇を受けさせることができることとし、奏任文官と同一の待遇を受ける職員の任免は、文部大臣がこれを奏薦、宣行するとした。

### 1891年（明治24年）11月文武高等官官職等級表・等級10等
同年11月14日に文武高等官官職等級表（明治24年勅令第215号）を定めて高等官の官職を10等の等級に分け、奏任は四等から十等までとした。
文武官の官等を廃止してからわずか3か月で文武高等官官職等級表を設けたのは11月3日の天長節を多分に意識したものであり、宮中席次の秩序を保つために必要とされていたからである。
同年12月22日に宮中儀式上席次を改定している。
奏任文官の官職等級については、各省官制の部で奏任とした局長は四等とし、内閣書記官・法制局参事官・各省参事官・内閣総理大臣秘書官・各省大臣秘書官・各省書記官・大蔵省主計官・大蔵省主税官は俸給に依り、二号表の一級俸は四等、二級俸・三級俸は五等、四級俸・五級俸は六等、六級俸・七級俸は七等、八級俸・九級俸・十級俸は八等とし、賞勲局書記官の一級俸・二級俸はそれぞれ四等・五等とし、恩給局審査官の一級俸・二級俸はそれぞれ六等・七等とし、 外務省翻訳官・文部省の視学官も俸給に依り、三号表の一級俸・二級俸は六等、三級俸・四級俸は七等、五級俸・六級俸・七級俸は八等、八級俸は九等とし、逓信事務官も俸給に依り、三号表の一級俸は七等、二級俸・三級俸・四級俸は八等、五級俸は九等とし、内務省の警保局主事は六等とし、農商務省の特許局審査官は俸給に依り、二号表の一級俸は四等、二級俸・三級俸は五等、四級俸・五級俸は六等、六級俸・七級俸は七等、八級俸・九級俸・十級俸は八等とし、特許局審判官は七等とし、逓信省の逓信監察官は八等とした 。また、文武高等官官職等級表（明治24年勅令第215号）の十等の指定がある官職については、陸軍省の陸軍教授・陸軍編修および海軍省の海軍教授は一級俸・二級俸を六等、三級俸・四級俸を七等、五級俸・六級俸・七級俸を八等、八級俸・九級俸を九等、十級俸を十等とし、農商務省の大林区署技師は一級俸を八等、二級俸・三級俸を九等、四級俸を十等とし、逓信省の商船学校教授・東京郵便電信学校教授は一級俸・二級俸は七等、三級俸・四級俸・五級俸は八等、六級俸・七級俸は九等、八級俸は十等とし、北海道庁の札幌農学校舎監は十等とし、裁判所の奏任の判事・検事は一級俸は四等、二級俸・三級俸は五等、四級俸・五級俸は六等、六級俸・七級俸は七等、八級俸・九級俸・十級俸は八等、十一級俸・十二級俸は九等、予備判事・予備検事は十等とし、文部省直轄諸学校教諭は一級俸は七等、二級俸・三級俸・四級俸は八等、五級俸・六級俸は九等、七級俸・八級俸は十等とし、文部省直轄諸学校舎監は十等とした。
この高等官の官職の等級は叙位進階内則では叙位の規準として用いられ、四等官の初叙は従五位相当とし、五等官の初叙は正六位相当とし、六等官の初叙は従六位相当とし、七等官の初叙は正七位相当とし、八等官の初叙は従七位相当とし、九等官の初叙は正八位相当とし、十等官の初叙位は従八位相当とし、相当位以上2階を極位とした。なお奏任官待遇で満7年以上の勤労がある者は、特に従六位以下に叙せられることもあるとした。
また、叙勲内則でも叙勲の規準として用いられ、奏任の官職の初叙は勲六等とし、陸海軍大佐並びに相当官・文官高等官四等、中佐並びに相当官・文官五等は勲三等まで進級するとし、少佐並びに相当官・文官六等、大尉並びに相当官・文官七等は勲四等まで進級するとし、中尉並びに相当官・文官八等、少尉並びに相当官・文官九等は勲五等まで進級するとし、文官十等は勲六等に止まるとした。
しかし、高等官任命及俸給令（明治24年勅令第82号）で官等を廃止したため、等級を定めるにあたっては俸給だけを基準にせざるを得ず本来の精神は却って失われることになる。
文武官の官等を廃止した際に陛叙基準の規定も失われたため俸給の増加に伴い自然と等級が進むことになるが、これが望ましくないことと認識された。

### 1892年（明治25年）11月高等官官等俸給令・官等9等
1892年（明治25年）11月12日に高等官官等俸給令（明治25年勅令第96号）で再び官等を定めて、従前の高等官任命及俸給令（明治24年勅令第82号）及び文武高等官官職等級表（明治24年勅令第215号）を廃止した。
「親任式を以って任ずる官」を除き他の高等官を9等に分けて三等官から九等官までを奏任官とし、奏任官の任官及び昇叙は内閣総理大臣がこれを奏薦し各省及び各省所属の官庁に属するものは内閣総理大臣を経由して主任大臣がこれを奏薦するとし、奏任官の辞令書は内閣の印を押し内閣総理大臣が宣行するとした。
官等と俸給とはその基準は必ずしも同じではないことから、高等官官等俸給令（明治25年勅令第96号）では官等・俸給は各自その当然の基準によって発達させることを目的として、俸給に於いては明治24年の制度を受け継ぎ官等に於いては明治24年の改革以前の官制を基準にした。
初めて奏任文官に任ぜられた者の官等は六等以下とし、奏任官の官等は別に進級の例を定めたものを除くほか在職満3年を越えなければ陛叙することができないとした。
これに伴い、文武官叙位進階内則を改定して官等を叙位の規準とし、三等官の初叙は従五位相当とし、四等官の初叙は正六位相当とし、五等官の初叙は従六位相当とし、六等官の初叙は正七位相当とし、七等官の初叙は従七位相当とし、八等官の初叙は正八位相当とし、九等官の初叙は従八位相当とし、相当位より昇叙2階を極位とした。奏任官待遇で満7年以上の勤労がある者は、特に従六位以下に叙せられることもあるとした。
叙勲内則を改定して官等を叙勲の規準とし、奏任官の初叙は勲六等とし、陸海軍大佐並びに相当官・高等官三等、中佐並びに相当官・高等官四等は勲三等まで進級するとし、少佐並びに相当官・高等官五等、大尉並びに相当官・高等官六等は勲四等まで進級するとし、中尉並びに相当官・高等官七等、少尉並びに相当官・高等官八等は勲五等まで進級するとし、高等官九等は勲六等に止まるとした。
1893年（明治26年）に各省官制通則を全部改定し、各省大臣は所部の官吏を統督し奏任官の採用・離職は内閣総理大臣を経てこれを上奏するとし、地方官庁奏任官の採用・離職は内閣総理大臣を経て内務大臣がこれを上奏し、ただし収税長の採用・離職は内閣総理大臣を経て大蔵大臣がこれを上奏するとした。局次長の規定は無くなった。
同年に文官任用令（明治26年10月31日勅令第183号）で奏任文官の任用資格を定め、文官試補及見習規程（明治26年10月31日勅令第186号）により奏任文官に任用することができる資格を有する者は試補として各庁の事務を練習させることができるとし、試補は奏任官の待遇とするがただし俸給は支給しないとした。
1898年（明治31年）10月22日に各省官制通則を改定し従前は各局の局長は勅任または奏任としていたところ、各局局長は勅任と定めて奏任の局長をやめた。
1900年（明治33年）に文武官叙位進階内則を改定し、三等官の初叙は従五位、極位は正四位とし、四等官の初叙は正六位、極位は従四位とし、五等官の初叙は従六位、極位は正五位とし、六等官の初叙は正七位、極位は従五位とし、七等官の初叙は従七位、極位は正六位とし、八等官・九等官とも初叙は正八位、極位は従六位とした。また奏任待遇者であって官等に准じてその待遇を受ける者は在職満3年の後に奏任官の例に照らして初叙相当位に叙すことができるとし、その後満6年毎に進階し相当位より陛叙2階に至って止まるとした。その他の待遇者は在職満3年以上を経て正七位以下に初叙し、その後満6年毎に進階し相当位より陛叙2階に至って止まるとした。
1910年（明治43年）に文官試補及見習ニ関スル件（明治43年6月20日勅令第275号）を定め、奏任文官に任用することができる資格を有する者は試補として各庁に属させてその庁又は他の官庁において事務を練習させることができるとし、試補は奏任官の待遇として、試補の任免・奏薦及び宣行は奏任官の例によるとし、試補には1年600円以内の俸給を給することができるとした。
1920年（大正9年）に各省官制通則を改正し、従前は大臣官房及び局の中の各課に置く課長は奏任官または判任官を以てこれに充てるとしていたところ、大臣官房及び局の中の各課に置く課長は高等官を以てこれに充てるとした。

### 1946年（昭和21年）4月官吏任用叙級令・奏任廃止
1945年（昭和20年）のポツダム宣言受諾の後、連合国軍占領下の1946年（昭和21年）4月1日に官吏任用叙級令（昭和21年勅令第190号）を公布・施行して親任式を以て任ずる官を除く他の官を分けて一級、二級及び三級とし、このときに高等官官等俸給令の廃止等が行われ「奏任官」を「二級官吏」に改めた。
二級官吏の任免及び叙級は内閣総理大臣がこれを奏薦し、その各省及び各省所属の各庁に属するものは内閣総理大臣を経由して主任大臣がこれを奏薦するとされ、この規定の適用については都庁府県長官の監督に属する公立学校に係るものの主任大臣は文部大臣とした。
1947年（昭和22年）5月3日に日本国憲法を施行したときに、これまでの大日本帝国憲法第10条の天皇による官吏任命権に代わって日本国憲法第15条に適合するように官吏任用叙級令の一部を改正する等が行われて、この際に現に存置されている奏任の制度はこれを廃止するものとし、現に奏任である官は二級の官となったものとし、現に奏任の官に在官する者または奏任待遇の職員である者は、別段の辞令を発せられないときは、その区分に応じ各々相当の官に任ぜられ、且つ、二級に叙せられ、または二級官待遇の職員に任ぜられたものとした。この際に現に効力を有する他の命令の規定の中の奏任、奏任官または奏任官の待遇に関する規定は、別段の規定がある場合を除いては、二級、二級の官吏または二級官待遇に関する規定とされた。
また、このときに官吏の任免、叙級、休職、復職その他の官吏の身分上の事項に関する手続が定められ、法律または他の政令に特別の定めがある場合を除いては、二級官吏の任免、叙級、休職、復職は、主任大臣の申し出により、内閣総理大臣が、これを行うことになる。
1949年（昭和24年）1月15日に官吏任用叙級令は廃止されたが、官職における欠員補充の方法に関する国家公務員法の規定を完全に実施するための人事院規則が制定されるまでの職員の任用に関する暫定手続を定めて、官職における官の級別は、当分の間、なお従前の例によるとされた。
1952年（昭和27年）に日本国との平和条約が発効した後、同年6月1日にこの暫定手続を廃止して、官職における欠員補充の方法に関する同法の規定を完全に実施することになる。

## 大日本帝国憲法の下における奏任官

### 文官
文官は採用形態や勤続期間、職務により分類は多岐に亘る。判任官から昇進する者もいれば、高等文官試験に合格して採用されたキャリア組もいた。技官では、奏任官は技師と呼ばれており、主に判任官である技手から昇任した者、帝国大学を卒業したものが任じられた。
文官の場合、どの官名が高等官何等に相当するかといった基準は高等官官等俸給令で一定の範囲を定めた上で条件によりさらに陛叙できるとする規定を設けていたり、個別の勅令で規定しているものがあり全体像を把握しづらい。そのため、軍人のように官等と官名を完全に対応させることは難しいが、明治から戦中までの官記(任命書)などから調べると、各等級に相当する役職は大まかには以下のようになる(ただし、奏任官二等の事務官や技師、勅任官の府県部長が存在するなど、以下に当てはまらない事例も少なからずあるため、注意が必要である)。
- 奏任官一等…各省課長/参事官/書記官、師範学校長、大学教授、府県部長など
- 奏任官二等…各省書記官/理事官、大学教授、府県部長など
- 奏任官三等…各省理事官/事務官、各省技師、大学教授、府県理事官、中学校長、中央郵便局長など
- 奏任官四等…各省事務官、各省技師、中学校長、大学助教授、大規模郵便局長など
- 奏任官五等…各省事務官、各省技師、警視、中学校教諭、大学助教授、府県課長、府県技師、郡長など
- 奏任官六等…府県技師、府県視学、中学校教諭、警察署長など

- 奏任官待遇…小学校長など

高等官官等俸給令（明治43年3月28日勅令第134号）に於いて規定されている高等官三等から九等までの奏任文官の官等には次のよう例がある。
- 高等官三等から七等まで[注釈 26]
  - 内閣書記官
  - 内閣総理大臣秘書官
  - 法制局参事官[注釈 27]
  - 賞勲局書記官
  - 馬政局書記官
  - 鉄道院参事
  - 鉄道院総裁秘書
  - 枢密院書記官
  - 枢密院議長秘書官
  - 各省参事官[注釈 27]
  - 各省大臣秘書官
  - 各省書記官
  - 内務事務官
  - 国債局書記官
  - 専売局部長[注釈 27]
  - 専売局参事
  - 大蔵省臨時建築部事務官
  - 税務監督局長[注釈 28]
  - 理事[注釈 29]
  - 主理[注釈 29]
  - 帝国図書館長
  - 山林局書記官
  - 水産局書記官
  - 特許局事務官
  - 林務官（大林区署長である者）[注釈 28]
  - 鉱山監督署長[注釈 28]
  - 製鉄所書記官
  - 日本大博覧会事務官[注釈 27]
  - 郵便貯金局書記官
  - 逓信管理局書記官
  - 行政裁判所評定官[注釈 29]
  - 貴族院書記官
  - 衆議院書記官
  - その他
- 高等官三等から七等まで[注釈 30]
  - 判事[注釈 29]
  - 検事[注釈 29]
  - 帝国大学書記官
  - 検査官[注釈 27]
  - 会計検査院書記官
  - 樺太庁事務官[注釈 27]
  - 樺太庁医院長
  - 警視庁警視（警視総監官房主事・第一部長・第二部長である者）
  - 警視庁警察医長
  - 北海道庁事務官[注釈 27]
  - その他
- 高等官四等から八等まで[注釈 32]
  - 統計局審査官
  - 恩給局審査官
  - 鉄道院副参事
  - 造神宮主事
  - 税関事務官
  - 税関監視官
  - 税務監督官
  - 専売局主事
  - 醸造試験所事務官
  - 千住製絨所事務官
  - 監獄事務官
  - 視学官
  - 統計事務官
  - 林務官
  - 鉱山監督署事務官
  - 製鉄所事務官
  - 農務局事務官
  - 郵便貯金局事務官
  - 逓信管理局事務官
  - 通信事務官
  - 電気事務官
  - その他
- 高等官四等から八等まで[注釈 33]
  - 種馬牧場長
  - 種馬育成所長
  - 種馬所長
  - 外務省翻訳官
  - 臨時検疫事務官
  - 税関鑑定官
  - 税務官（横浜、神戸、長崎及び函館の税務署長である者）
  - 陸軍編修
  - 陸軍通訳官
  - 海軍編修
  - 海軍通訳官
  - 図書審査官
  - 文部編修
  - 帝国大学事務官
  - 帝国大学学生監
  - 帝国大学司書官
  - 京都帝国大学医科大学附属医院薬局長
  - 保健事務官
  - 特許局審査官
  - 水産講習所教授
  - 高等海員審判所審判官
  - 高等海員審判所理事官
  - 地方海員審判所審判官
  - 地方海員審判所理事官
  - 警視庁警視（消防本部長及び巡視官である者）
  - 北海道庁支庁長（函館支庁長である者）
  - その他
- 高等官五等から八等まで[注釈 35]
  - 陸軍監獄長
  - 海軍監獄長
  - 典獄
  - 副検査官
  - 樺太庁支庁長
  - 樺太庁医院医員
  - 警視庁警視（警察署長である者）
  - 北海道庁支庁長
  - 北海道庁警視（警察部所属の者）
  - 府県警視（警察部所属の者、ただし大阪府消防局勤務の者を除く）
  - その他
- 高等官六等以下[注釈 37]
  - 鉄道院参事補
  - 専売局主事補
  - 帝国図書館司書官
  - 林務官補
  - 郵便貯金局事務官補
  - 逓信管理局事務官補
  - 通信事務官補
  - その他
- 高等官六等以下[注釈 38]
  - 鉄道院通訳
  - 税務監督官補
  - 税務官
  - 裁判所書記長
  - 商船学校教諭
  - 樺太庁通訳官
  - 北海道庁事務官補
  - 北海道庁警視
  - 府県事務官補
  - 府県警視
  - その他
- 高等官三等以下[注釈 39]
  - 各庁技師[注釈 27]
  - 統計局技師
  - 馬政官
  - 陸軍教授[注釈 28]
  - 海軍教授[注釈 28]
  - 林務技師[注釈 28]
  - 通信技師
  - 文部省直轄諸学校教授[注釈 28]
  - 東北帝国大学農科大学附属大学予科・土木工学科・林学科・水産学科教授[注釈 28]
  - 臨時教員養成所教授
  - 商船学校教授[注釈 28]
  - その他
- 高等官三等から四等まで
  - 大使館一等書記官
  - 公使館一等書記官
  - 総領事[注釈 28]
- 高等官四等から五等まで
  - 大使館二等書記官
  - 公使館二等書記官
- 高等官五等から六等まで
  - 大使館三等書記官
  - 公使館三等書記官
- 高等官四等から七等まで
  - 領事[注釈 40]
  - 貿易事務官[注釈 40]
- 高等官六等
  - 大使館一等通訳官
  - 公使館一等通訳官
- 高等官七等
  - 大使館二等通訳官
  - 公使館二等通訳官
  - 副領事
- 高等官六等から七等まで
  - 外交官補、領事官補
- 高等官三等から五等まで
  - 税関長[注釈 28]
  - 文部省直轄諸学校長（東京盲学校長及び東京聾唖学校長を除く）[注釈 27]
  - 逓信管理局長[注釈 27]
  - 商船学校長[注釈 27]
  - 航路標識管理所長[注釈 28]
- 高等官三等
  - 千住製絨所長[注釈 27]
- 高等官三等から六等まで
  - 帝国大学各分科大学教授[注釈 29]、東京盲学校長、東京聾唖学校長
- 高等官四等以下
  - 帝国大学各分科大学助教授、陸地測量師
- 高等官三等以下
  - 史料編纂官[注釈 27]、文部省直轄諸学校教諭
- 高等官三等から七等まで
  - 府県事務官
- 高等官五等から八等まで
  - 港務官、港務医官、港務獣医官、島司[注釈 41]、郡長[注釈 41]、府県立師範学校長[注釈 41]

### 武官
武官は大佐から少尉までの士官に相当した。それぞれ階級ごとに、
- 大佐は奏任官一等（高等官三等）
- 少尉は奏任官六等（高等官八等）

に相当するものとされた。少尉に任官する者は、概ね次の者であった（公務中の死亡による昇進を除く）。
1. 士官学校や兵学校を卒業して所定の期間を経過した者
2. 下士官（判任官）・兵から昇任した者
  1. 陸軍：少尉候補生として一定の期間を経過した者
  2. 海軍：兵から昇進してきた者で、階級は通常「特務」を付けて「特務少尉」と呼んだ。
3. 幹部候補生制度ができてからは、甲種幹部候補生の教育を修了して一定期間を経過した者